# La Demie
La Demie ist eine Gemeinde im französischen Département Haute-Saône in der Region Bourgogne-Franche-Comté.

## Geographie
La Demie liegt auf einer Höhe von 315 m über dem Meeresspiegel, etwa vier Kilometer südlich von Vesoul (Luftlinie). Das Dorf erstreckt sich im zentralen Teil des Départements, an einem nach Südosten exponierten Hang in der hügeligen Landschaft, die sich zwischen den Flusstälern von Saône im Nordwesten und Ognon im Südosten ausdehnt.
Die Fläche des 6,26 km² großen Gemeindegebiets umfasst einen Abschnitt im Bereich Hügellandschaft südlich von Vesoul. Der zentrale Teil des Gebietes wird von einer Mulde eingenommen, die durchschnittlich auf 280 m liegt. Sie weist eine Breite von ungefähr 1,5 Kilometern auf und öffnet sich nach Nordosten zum Tal der Colombine. Hier herrscht landwirtschaftliche Nutzung vor. Von der Mulde erstreckt sich das Gemeindeareal nach Nordwesten über den Hang von La Demie bis auf die angrenzenden Höhen: Bois du Tilleul im Norden, Croix de Cassini (mit 447 m die höchste Erhebung von La Demie) im Nordwesten und Bois des Planchettes im Westen. Das Gebiet besteht aus einer Wechsellagerung von sandig-mergeligen und kalkigen Schichten der mittleren Jurazeit. Auf dem gesamten Gemeindegebiet gibt es keine oberirdischen Fließgewässer, weil das Niederschlagswasser im verkarsteten Untergrund versickert.
Nachbargemeinden von La Demie sind Navenne im Norden, Quincey im Osten, Neurey-lès-la-Demie und Vallerois-Lorioz im Süden sowie Échenoz-la-Méline im Westen.

## Geschichte
Verschiedene Funde weisen darauf hin, dass das Gemeindegebiet bereits in vorgeschichtlicher Zeit besiedelt war. Erstmals urkundlich erwähnt wird La Demie bereits im Jahr 1073. Zu dieser Zeit gab es drei Ortschaften, La Demie-la-Côte, La Demie-la-Millotte und La Demie, die einzige die bis heute existiert. Im Mittelalter gehörte La Demie zur Freigrafschaft Burgund und darin zum Gebiet des Bailliage d’Amont. Zusammen mit der Franche-Comté gelangte der Ort mit dem Frieden von Nimwegen 1678 definitiv an Frankreich. Heute ist La Demie Mitglied des Gemeindeverbandes Pays de Montbozon et du Chanois.

## Sehenswürdigkeiten
Die Kirche Saint-Remi zeigt verschiedene Stilformen: Der gotische Chorraum stammt aus dem 16. Jahrhundert, das Schiff wurde im 18. Jahrhundert neu erbaut, und das Portal ist im Flamboyantstil gehalten. Sie besitzt eine bemerkenswerte Ausstattung aus dem 17. und 18. Jahrhundert, insbesondere die skulptierte Holzkanzel, den reich geschnitzten Hauptaltar, Gemälde und Statuen der Heiligen Antonius und Remigius sowie Grabplatten. 
Auf dem Friedhof steht ein Kalvarienberg (18. Jahrhundert). Der Kreuzweg an der Straße nach Navenne wurde im 17. Jahrhundert errichtet.

## Bevölkerung
| Jahr                       | 1962 | 1968 | 1975 | 1982 | 1990 | 1999 | 2006 | 2018 |
| Einwohner                  | 76   | 71   | 53   | 97   | 89   | 66   | 72   | 146  |
| Quellen: Cassini und INSEE |      |      |      |      |      |      |      |      |

Mit 160 Einwohnern (1. Januar 2022) gehört La Demie zu den kleinsten Gemeinden des Départements Haute-Saône. Nachdem die Einwohnerzahl in der ersten Hälfte des 20. Jahrhunderts deutlich abgenommen hatte (1881 wurden noch 160 Personen gezählt), wurde nach einer vorübergehenden Trendumkehr seit 1982 erneut ein Bevölkerungsrückgang verzeichnet.

## Wirtschaft und Infrastruktur
La Demie ist noch heute ein vorwiegend durch die Landwirtschaft (Ackerbau, Obstbau und Viehzucht) und die Forstwirtschaft geprägtes Dorf. Außerhalb des primären Sektors gibt es nur wenige Arbeitsplätze im Ort. Viele Erwerbstätige sind deshalb Wegpendler, die in den größeren Ortschaften der Agglomeration Vesoul ihrer Arbeit nachgehen.
Die Ortschaft liegt abseits der größeren Durchgangsachsen an einer Departementsstraße, die von Quincey nach Vallerois-Lorioz führt. Weitere Straßenverbindungen bestehen mit Navenne und Neurey-lès-la-Demie.